# مسألة كرامة (مسلسل)

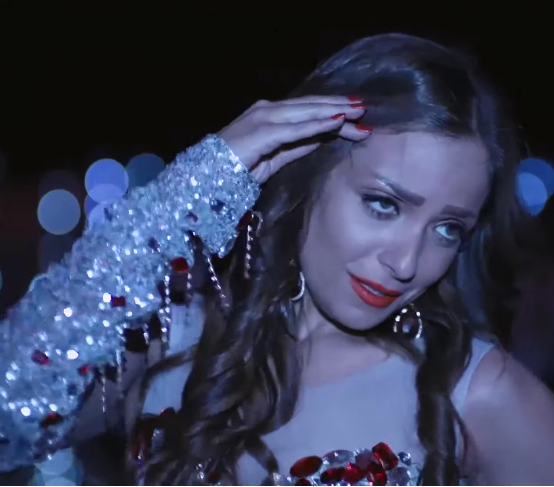
ريم البارودي في دور رنا

مسألة كرامة مسلسل تلفزيوني مصري يتألف من 30 حلقة تدور أحداث المسلسل في إطار أسري اجتماعي حيث رب اسرة مصية بسيط يعمل موظف بإحدى شركات الأغذية لديه أربعة أبناء لكل منهم مشاكله الخاصة وهناك الفتاة «رنا» وهي طبيبة تقع في حب زميلها إلا أن فارق المستوى الاجتماعي والمادي يؤدي إلى وجود أزمات ستؤثر على حبهما.